# Nano Rużin
Nano Rużin (lub Ružin, cyryl. Нано Ружин, ur. 31 lipca 1952 w Skopju) – macedoński polityk, nauczyciel akademicki, kandydat w wyborach prezydenckich w 2009 z ramienia Partii Liberalno-Demokratycznej.
Nano Rużin ukończył nauki polityczne na Uniwersytecie w Belgradzie w 1975 roku. W 1982 roku obronił doktorat z nauk politycznych na Uniwersytecie w Zagrzebiu. W tym czasie odbył też roczne stypendium na Sorbonie. W 1987 roku rozpoczął pracę na Uniwersytecie w Skopju.
Dwukrotnie w latach 1994 i 1998 zdobył mandat parlamentarny i przez dwie kadencje był członkiem Sobrania. W 2001 roku prezydent Boris Trajkowski mianował go ambasadorem Macedonii przy NATO. Pełnił tę funkcję do 2008 roku. Bezskutecznie kandydował z ramienia Partii Liberalno-Demokratycznej w wyborach prezydenckich w 2009 roku.